# Epitaph (álbum de God Is an Astronaut)
Epitaph es el octavo álbum de estudio de la banda irlandesa de post-rock, God Is an Astronaut, publicado el 27 de abril de 2018 por Napalm Records.

## El disco
Al contrario de anteriores trabajos, Epitaph se caracteriza por sonidos menos inmediatos y más influidos por la sonoridad del dark ambient y doom, al tiempo que mantiene la impronta post-rock típica del grupo. La elección de adaptar esta sonoridad se debe al hecho de que el disco es un tributo a la memoria del primo de Torsten y Niels Kinsella, que murió a la edad de siete años en trágicas circunstancias.
El lanzamiento del álbum fue anticipado entre marzo y abril por el sencillo del mismo nombre y por Komorebi, ambos acompañados por sus respectivos videoclips.

## Lista de canciones
| N.º | Título                  | Duración |  |
| 1.  | «Epitaph»               | 7:53     |  |
| 2.  | «Mortal Coil»           | 5:32     |  |
| 3.  | «Winter Dusk/Awakening» | 6:42     |  |
| 4.  | «Seance Room»           | 7:40     |  |
| 5.  | «Komorebi»              | 5:31     |  |
| 6.  | «Medea»                 | 6:58     |  |
| 7.  | «Oisín»                 | 4:18     |  |

## Formación

### Banda
- Torsten Kinsella - voz, guitarra, teclado, sintetizador
- Niels Kinsella - bajo
- Lloyd Hanney - batería

### Músicos adicionales
- Jimmy Scanlon - guitarra adicional (pistas 1-6)
- Jamie Dean - piano y teclado adicionales (pistas 1-3)
- Brian Harris - guitarra adicional (pista 2)

### Producción
- God Is an Astronaut – producción, mezcla
- Xenon Field – postproducción, programación
- Tim Young – masterización